# Symphonie des Herzens
Symphonie des Herzens (Originaltitel: Rhapsody) ist ein US-amerikanischer Liebesfilm von Regisseur Charles Vidor aus dem Jahre 1954. Der Film ist die Adaption des 1908 erschienenen Romans Maurice Guest von Henry Handel Richardson und wurde für Metro-Goldwyn-Mayer produziert. Elizabeth Taylor spielt eine junge Frau zwischen zwei Männern, dem Violinisten Paul, dargestellt von Vittorio Gassman, und dem Pianisten James, dargestellt von John Ericson.

## Handlung
Ort der Handlung ist zunächst Südfrankreich, die Zeit die Gegenwart. Die durchsetzungsstarke und verwöhnte junge Louise erklärt ihrem reichen Vater, dass sie entschlossen ist, ihren Verehrer Paul zu heiraten, auch wenn der noch gar nichts davon weiß. Paul studiert Geige in Zürich, wohin sie ihm folgt und sich als Klavierstudentin einschreibt. Prof. Schuman, dem ihre Motive für das Studium und ihr Mangel an musikalischem Interesse und Talent nicht verborgen bleiben, warnt sie davor, einen Musiker zu heiraten. Wie recht er hat, zeigt sich, als Paul sich auf Tschaikowskis Violinkonzert in D-Dur vorbereitet, das er mit den Zürcher Philharmonikern als Solist spielen soll. Louise merkt dabei nämlich schnell, dass die Musik ihm über alles geht und dass er für sie in den Übungsperioden nur wenig Zeit hat. Auch ihr Vater, der Paul während eines gemeinsamen Urlaubs in St. Moritz kennenlernt, warnt sie, dass Paul sie nie so sehr brauchen werde, wie sie sich das wünscht.
Weitere Spannungen und Auseinandersetzungen folgen. Nach dem Konzert, das für Paul ein großer Erfolg ist, beobachtet Louise, wie Paul eine Kommilitonin küsst, und unternimmt einen Suizidversuch. James, ein amerikanischer Klavierstudent, mit dem sie in Zürich Freundschaft geschlossen hat, rettet ihr das Leben. James liebt sie, und obwohl sie ihn zunächst zurückweist, ist sie von seinem Verhalten bewegt.
Die Zeit vergeht. Paul bereist als berühmter Geiger die Welt, kommt nach Paris und verabredet sich, nach einer zufälligen Begegnung mit ihrem Vater, mit Louise an der Bar des Ritz. Dort stößt er auf James, der ihm – unglücklich und betrunken – berichtet, dass er Louise inzwischen geheiratet hat. Louise ist bereit, sich für Paul, der sie immer noch liebt, scheiden zu lassen, wird von ihm aber zurückgewiesen.
Nachdem ihr Vater ihr nahelegt, sich mehr als bisher für ihren Mann einzusetzen, da dies schließlich auch auf Paul einen günstigen Eindruck machen werde, drängt Louise James, nach Zürich und ans Konservatorium zurückzukehren, wo sie ihn in der folgenden Zeit geduldig unterstützt. Als James’ erstes Konzert bevorsteht, nimmt sie erneut Kontakt zu Paul auf, der – wie sie das beabsichtigt hatte – von ihrem Charakterwandel bewegt und willens ist, mit ihr zusammenzuleben. Als Louise James vor dem Konzert sagt, dass sie nach der Veranstaltung mit Paul gehen werde, ist er zutiefst unglücklich. Louise versucht ihm klarzumachen, warum sie noch vor dem Konzert mit ihm sprechen musste. Er müsse an sich glauben, und er sei auch in der Lage, ohne ihre Hilfe Großes zu leisten. Das hätte nichts mit ihr zu tun. Während des Konzerts, das James trotz dieser drohenden Tragödie brillant spielt, besinnt Louise sich jedoch und beschließt, bei ihrem Mann zu bleiben.

## Produktion und Rezeption
Ein Teil der Dreharbeiten für den in Technicolor produzierten Film fand in Pontresina, Graubünden statt. Weitere Drehorte in der Schweiz waren Zürich und St. Moritz sowie die französische Hauptstadt Paris. Die Dreharbeiten begannen Anfang Juni und dauerten bis zum 10. August 1953.
Michael Rabin, der die Violinsoli im Film ausführt, war zur Zeit der Aufnahmen 17 Jahre alt. Die Piano-Soli wurden von Claudio Arrau gespielt. Im Film ist Musik von Pjotr Iljitsch Tschaikowski (Violinkonzert), Sergei Wassiljewitsch Rachmaninow (2. Klavierkonzert) sowie Pablo de Sarasate zu hören.
Der Film wurde am 11. März 1954 in New York City uraufgeführt und spielte allein in den USA 1,3 Mio. Dollar ein. In Österreich wurde er erstmals am 10. September 1954 gezeigt und in der Bundesrepublik Deutschland am 17. September 1955.

## Kritiken
Die Newsweek urteilte: „Die Taylor schwebt wunderschön zu den Klängen von Peter Iljitsch Tschaikowski oder Sergej Rachmaninow … das perfekte Bild einer Frau in Luxus.“ Otis Guernsey von der Herald Tribune befand: „Mit der Story wird doch nur bezweckt, Elizabeth Taylor in attraktiven Gewändern, in schluchzender Einsamkeit oder strahlend bei einem Konzert herauszustellen … Es ist beinahe, als hätte Miss Taylor allen den Verstand geraubt, so dass der Film eigentlich nur von ihrem unbestreitbaren Charme lebt.“

## Synchronisation
Elizabeth Taylor wird in der deutschsprachigen Fassung von Marion Degler gesprochen.